# Konrad von Soltau
Konrad von Soltau (* um 1350 in Lüneburg; † 2. Januar 1407 in Rotenburg) war ein katholischer Theologe. Von 1384 bis 1385 war er Rektor der Karls-Universität Prag, 1393 Rektor der Universität Heidelberg und von 1400 bis 1407 als Konrad III. Bischof von Verden.

## Leben
Konrad entstammte der Lüneburger Ministerialenfamilie von Soltau. Seine Bildung erhielt er wahrscheinlich im Michaeliskloster in Lüneburg. 1367 wurde er zum Propst des Nonnenklosters Lüne gewählt, aber von Papst Urban V. nicht bestätigt. 1368 erlangte er an der Karls-Universität Prag den akademischen Grad eines Magister artium und studierte dort anschließend Kanonisches Recht. Von 1372 bis 1373 war er Dekan der Artistenfakultät und für das Jahr 1375 ist er als „Doktor in sacra pagina“ belegt. Spätestens seit 1377 lehrte er an der Theologischen Fakultät und von 1384 bis 1385 bekleidete er das Amt des Rektors. In seine Amtszeit fielen die Auseinandersetzungen um die Verteilung der Plätze am Karlskolleg, wobei auch nationale Konflikte eine Rolle spielten, bei denen er die deutschen Interessen verteidigte. Vermutlich deshalb wechselte er 1387 an die Universität Heidelberg, wo er im ersten Halbjahr 1393 zum Rektor gewählt wurde. Zusammen mit Nikolaus Magni von Jauer und Matthäus von Krakau, die er beide sicher schon aus Prag kannte, gehörte er zu den bekanntesten Theologiedozenten. Als Hochschullehrer verfasste er mehrere Schriften, u. a. einen Sentenzenkommentar und zum Vierten Laterankonzil die Erklärung „Super Caput Firmiter“. Bekannt sind von ihm auch Psalmenerklärungen und Predigten.
1395 gab Konrad von Soltau seine Lehrtätigkeit auf und wandte sich der Diplomatie zu. Mehrmals war er an der römischen Kurie tätig, u. a. als Beauftragter der Universität Heidelberg, des Verdener Bischofs Otto II. (Haus Braunschweig-Lüneburg) sowie als Hofgeistlicher des Pfälzer Kurfürsten und späteren deutschen Königs Ruprecht. Nachdem er 1397 für den Mainzer Elekten Johann II. von Nassau wegen der päpstlichen Bestätigung verhandelt hatte, wurde er zum Kanzler des Mainzer Kurfürsten ernannt. Von 1400 bis 1402 verhandelte er mit der Kurie um die Anerkennung des Kurfürsten Ruprecht als deutscher König.
Bereits am 8. August 1399 ernannte ihn Papst Bonifaz IX. zum Bischof von Verden. Dieses war zerrüttet, da die vorgehenden Bischöfe Otto II., Dietrich von Nieheim und Konrad von Vechta die Ländereien des Stiftes nicht freigaben oder ihre Stellung im Bistum zu behaupten versuchten. Deshalb widerrief der Papst am 6. Februar 1400 die Ernennung und setzte wieder Konrad von Vechta ein. Am 18. Mai 1401 erhielt Konrad von Soltau vom neuen deutschen König Ruprecht I. die Regalien als Bischof von Verden. Die päpstliche Bestätigung erfolgte 1402. Sein Vorhaben, den Bischofssitz nach Lüneburg zu verlegen, konnte er nicht durchsetzen.
Konrad von Soltau, der über zahlreiche Pfründen verfügte, starb am 2. Januar 1407 auf der Rotenburg. Sein Leichnam wurde am 11. Januar 1407 in der Abtei St. Michaelis bestattet.